# Formazione del Governo Conte I

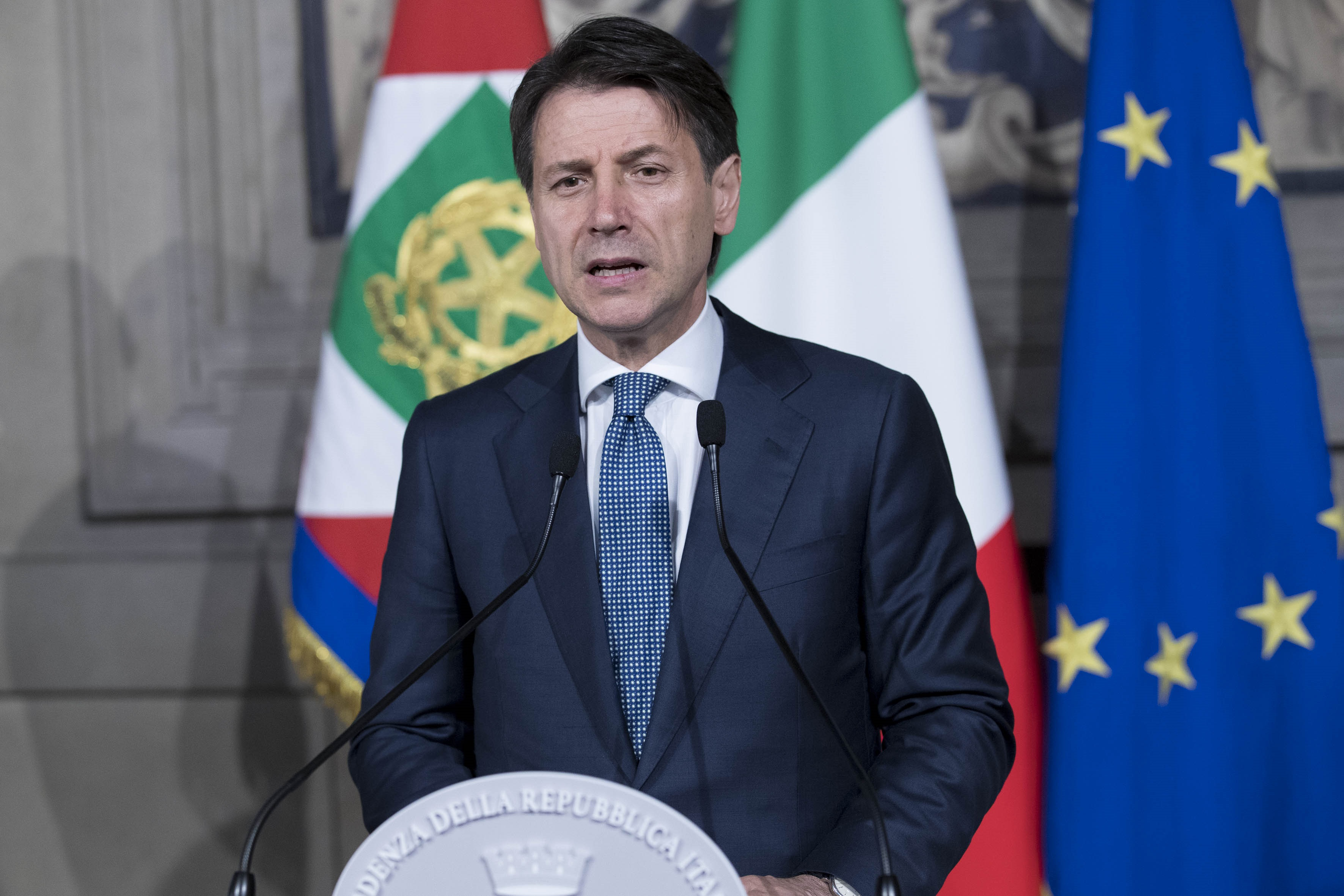
Giuseppe Conte al Palazzo del Quirinale

Nelle elezioni politiche in Italia del 2018, nessun gruppo o partito politico ha ottenuto la maggioranza assoluta, con il risultato di un hung parliament. Il 4 marzo, la coalizione di centro-destra, in cui la Lega di Matteo Salvini è emersa come principale forza politica, ha ottenuto una pluralità di seggi alla Camera dei Deputati e al Senato, mentre il Movimento Cinque Stelle (M5S) anti-establishment guidato da Luigi Di Maio è diventato il partito con il maggior numero di voti. La coalizione di centro-sinistra, guidata da Matteo Renzi e dall'allora Partito Democratico (PD) al governo, è arrivata terza. Furono necessarie lunghe trattative prima che si potesse giungere alla formazione di un governo.
Il 24 marzo 2018, a seguito delle elezioni dei presidenti delle due Camere del Parlamento italiano, Roberto Fico del M5S, e Maria Elisabetta Alberti Casellati di Forza Italia (FI), il Presidente del Consiglio Paolo Gentiloni (PD) si è dimesso dal suo incarico in favore del Presidente della Repubblica Italiana Sergio Mattarella. In conformità con la prassi comune in Italia, Mattarella ha chiesto al Primo Ministro di rimanere in carica per occuparsi degli affari correnti fino alla formazione di un nuovo governo.
Il 31 maggio 2018, dopo 88 giorni di trattative e diverse impasse, il professore di diritto Giuseppe Conte è stato nominato Primo Ministro con il sostegno della Lega Nazionale e del M5S, pur non essendosi candidato al Parlamento italiano. Matteo Salvini (Lega) e Luigi Di Maio (M5S) sono stati nominati anche Vicepremier. formando il 66° governo italiano dalla Seconda Guerra Mondiale. La formazione di un nuovo governo ha evitato la possibilità di nuove elezioni immediate.

## Sviluppi post-elettorali
Le elezioni sono state viste come antisistema, con il Movimento Cinque Stelle (M5S) e la Lega che sono diventati rispettivamente il primo e il terzo partito più grande in Parlamento. Poiché nessun gruppo o partito politico aveva la maggioranza assoluta, sono state fatte delle ipotesi sui seguenti possibili esiti:
- Un accordo di governo tra M5S e Lega,[10] con il potenziale supporto di Fratelli d'Italia[11] e Forza Italia[12]
- Un accordo di governo tra il M5S e tutta la coalizione di centro-destra[13][14]
- Un accordo di governo tra il M5S e il Partito Democratico, con il potenziale sostegno di Liberi e Uguali[15][16][10]
- Un governo tra la coalizione di centro-destra e la coalizione di centro-sinistra[10]
- Un governo tecnico con l'obiettivo specifico di approvare la legge di bilancio e modificare la legge elettorale prima di indire le elezioni anticipate nel 2019[17]
- Un governo di unità nazionale con tutte le forze politiche[18]

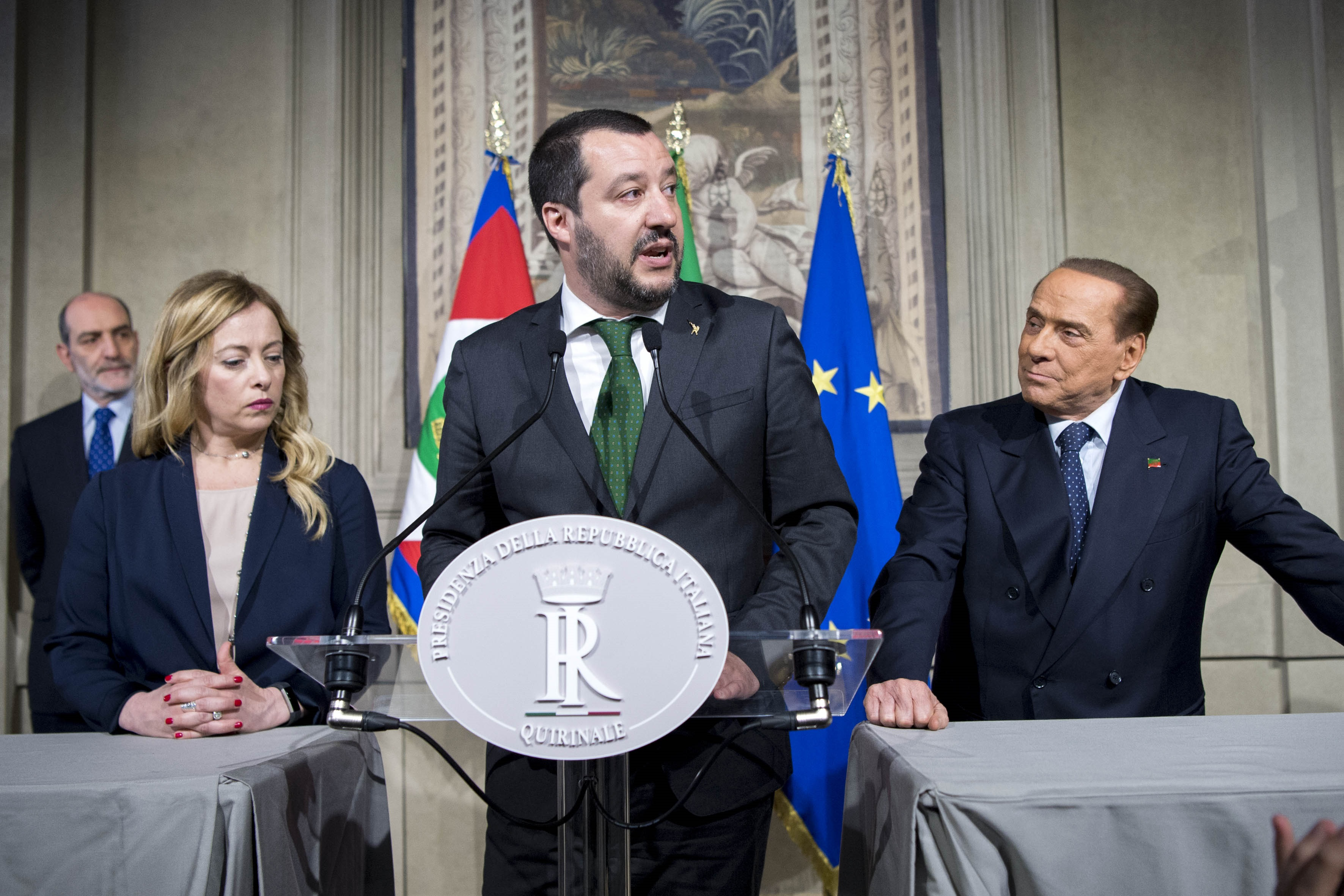
Giorgia Meloni, Matteo Salvini and Silvio Berlusconi, durante le consultazioni.

Dopo la pubblicazione dei risultati delle elezioni, sia Di Maio che Salvini hanno dichiarato che il presidente Mattarella avrebbe dovuto affidare loro l'incarico di formare un nuovo governo, in quanto guidavano rispettivamente il partito più grande e la coalizione più numerosa. Il 5 marzo, l'agenzia di rating europea Scope Ratings ha concluso che lo scenario più probabile era una coalizione populista (che comprendeva M5S e Lega), una coalizione di sinistra (che comprendeva M5S e PD) o la ripetizione delle elezioni. Il 5 marzo Renzi ha annunciato che il Partito Democratico sarà all'opposizione durante questa legislatura e che si dimetterà dalla carica di leader del partito quando sarà formato un nuovo governo. A seguito di controversie interne al suo partito, Renzi si è dimesso con effetto immediato e il 12 marzo il suo vicesegretario Maurizio Martina è stato nominato segretario facente funzioni. Il 6 marzo Salvini ha ribadito il suo messaggio elettorale: il suo partito rifiuterà qualsiasi coalizione con il M5S. Il 14 marzo, Salvini si è comunque offerto di governare con il M5S, ponendo la condizione che anche Forza Italia, alleata della Lega e guidata dall'ex premier Silvio Berlusconi, dovesse partecipare a qualsiasi coalizione. Di Maio ha respinto la proposta sostenendo che Salvini stava "scegliendo la restaurazione anziché la rivoluzione" perché "Berlusconi rappresenta il passato". Inoltre, un esponente di spicco del Movimento Cinque Stelle, Alessandro Di Battista, ha negato ogni possibilità di alleanza con Forza Italia, definendo Berlusconi il "male puro del nostro Paese".
Le consultazioni tra il Presidente della Repubblica e i partiti politici italiani del 4 e 5 aprile non hanno portato a un candidato per la carica di Primo Ministro, costringendo il Presidente Mattarella a tenere un altro ciclo di consultazioni tra l'11 e il 12 aprile 2018.
Il 7 aprile Di Maio ha rivolto un appello al Partito Democratico affinché "seppellisca l'ascia di guerra" e prenda in considerazione una coalizione di governo con il suo partito. Tuttavia, i democratici hanno dichiarato che saranno all'opposizione in questa legislatura.
Il 18 aprile 2018 Mattarella ha affidato alla Presidente del Senato, Elisabetta Casellati, l'incarico di cercare di conciliare le questioni tra il centrodestra e il Movimento Cinque Stelle, al fine di uscire dalla situazione di stallo politico post-elettorale e formare un nuovo governo pienamente operativo. Tuttavia, non è riuscita a trovare una soluzione ai contrasti tra i due gruppi, in particolare tra M5S e Forza Italia.

Il 23 aprile 2018, dopo il fallimento della Casellati, Mattarella diede mandato esplorativo al Presidente della Camera dei Deputati, Roberto Fico, per provare a creare un'intesa politica tra il Movimento Cinque Stelle e il Partito Democratico. Alcuni importanti esponenti del Partito Democratico, tra cui il segretario ad interim Martina, hanno pubblicamente considerato la possibilità di un accordo, mentre l'ex leader del PD Matteo Renzi ha espresso il suo dissenso insieme ad altri esponenti del partito a lui vicini. Il 3 maggio si sarebbe tenuta una riunione della Direzione nazionale del partito per discutere la questione. Il 30 aprile, dopo un'intervista a Matteo Renzi che esprimeva la sua forte opposizione a un'alleanza con il M5S, Di Maio ha chiesto nuove elezioni.
Un sondaggio del Tecné poll condotto dopo le elezioni politiche in Italia del 2018 ha suggerito che il 56% degli elettori del M5S preferiva una coalizione di governo tra M5S e Lega. Una coalizione tra il Movimento Cinque Stelle e il centrodestra nel suo complesso era preferita solo dal 4%. Il 22% preferiva una coalizione tra il Movimento Cinque Stelle, il Partito Democratico di centrosinistra e il partito di sinistra LeU. Un governo tecnico era sostenuto solo dall'1% degli elettori del Movimento.
Il 7 maggio, il Presidente Mattarella ha tenuto un terzo round di colloqui per la formazione del governo, dopo i quali ha formalmente confermato la mancanza di una possibile maggioranza (M5S che ha respinto un'alleanza con l'intera coalizione di centro-destra, PD che ha respinto un'alleanza sia con M5S che con la coalizione di centro-destra, e Matteo Salvini della Lega che ha rifiutato di formare un governo con M5S ma senza il partito Forza Italia di Berlusconi, la cui presenza nel governo è stata esplicitamente posta in veto dal leader M5S Luigi Di Maio); nella stessa circostanza, ha annunciato la sua intenzione di nominare presto un "governo neutrale" (indipendentemente dal rifiuto di M5S e Lega di sostenere tale opzione) per sostituire il Governo Gentiloni che era considerato incapace di guidare l'Italia a una seconda elezione consecutiva in quanto rappresentava la maggioranza di una precedente legislatura, e ha proposto elezioni anticipate a luglio (in quella che sarebbe stata la prima volta in assoluto per delle elezioni generali estive in Italia) come un'opzione realistica da prendere in considerazione a causa della situazione di stallo. La Lega e il M5S hanno concordato di indire nuove elezioni l'8 luglio, un'opzione che è stata respinta da tutti gli altri partiti.

### La prima formazione fallita del governo Conte

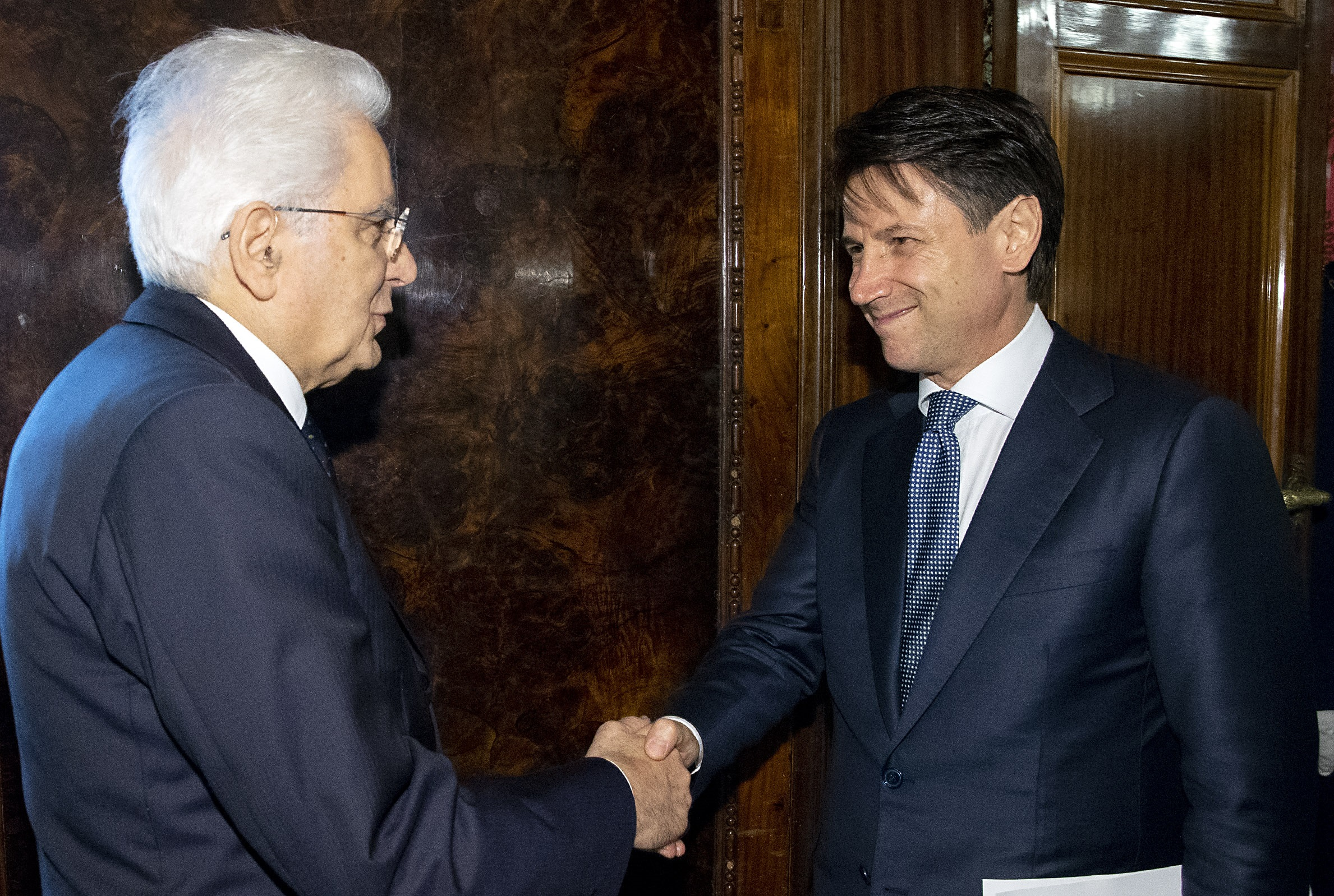
Giuseppe Conte con il Presidente Sergio Mattarella al Palazzo del Quirinale.

Il 9 maggio, dopo una giornata di indiscrezioni, sia il M5S che la Lega hanno chiesto ufficialmente al Presidente Mattarella di concedere loro altre 24 ore per raggiungere un accordo di governo tra i due partiti. Più tardi, in serata, Silvio Berlusconi ha annunciato pubblicamente che Forza Italia non avrebbe sostenuto un governo M5S-Lega durante i voti di fiducia, ma che avrebbe comunque mantenuto l'alleanza di centro-destra, aprendo così le porte a un possibile governo di maggioranza tra i due partiti.
Il 13 maggio il Movimento Cinque Stelle e la Lega hanno raggiunto un accordo di massima su un programma denominato "Contratto per il governo del cambiamento" probabilmente spianando la strada alla formazione di una coalizione di governo tra i due partiti, ma non riuscendo a trovare un accordo sulla composizione del gabinetto di governo, in particolare sul Presidente del Consiglio. I leader di M5S e Lega hanno incontrato il Presidente della Repubblica Sergio Mattarella il 14 maggio per guidare la formazione di un nuovo governo. Durante l'incontro con il Presidente Mattarella, entrambi i partiti hanno chiesto un'ulteriore settimana di trattative per concordare un programma di governo dettagliato e un primo ministro che guidi l'esecutivo congiunto. Sia il M5S che la Lega hanno annunciato l'intenzione di chiedere ai rispettivi iscritti di votare l'accordo di governo entro il fine settimana.
Il 17 maggio il Movimento Cinque Stelle e la Lega hanno concordato i dettagli del programma di governo, aprendo ufficialmente la strada a una coalizione di governo tra i due partiti. La bozza definitiva del loro programma è stata poi pubblicata il 18 maggio.
Il 18 maggio, 44.796 membri del Movimento Cinque Stelle hanno espresso il loro voto online sulla questione relativa all'accordo di governo, con 42.274 voti favorevoli, ovvero oltre il 94%. Una seconda votazione, sponsorizzata dalla Lega, si è svolta il 19 e il 20 maggio ed è stata aperta al pubblico. Il 20 maggio è stato annunciato che circa 215 000 cittadini italiani avevano partecipato alle elezioni della Lega, con circa il 91 per cento che sosteneva l'accordo di governo.
Il 21 maggio il Movimento Cinque Stelle e la Lega hanno proposto come Primo Ministro il professore di diritto Giuseppe Conte. Il 23 maggio Conte è stato invitato al Palazzo del Quirinale per ricevere l'incarico di formare un nuovo governo e gli è stato conferito un mandato dal presidente Mattarella. Il giorno successivo, Conte ha incontrato tutti i partiti rappresentati in Parlamento. Si è verificata una situazione di stallo sulla nomina di Paolo Savona a Ministro dell'Economia da parte della Lega, a causa del sostegno di Savona all'uscita dell'Italia dall'euro, che rappresentava un rischio per l'economia del Paese. Di conseguenza, Savona ha incontrato l'opposizione del Presidente Mattarella.
Il 27 maggio, dopo giorni di trattative e un ultimatum di Salvini e Di Maio su Savona, il presidente Mattarella ha rifiutato di approvare la nomina di Savona a ministro delle Finanze e Conte ha rinunciato al compito di formare un governo.

### Gabinetto Cottarelli

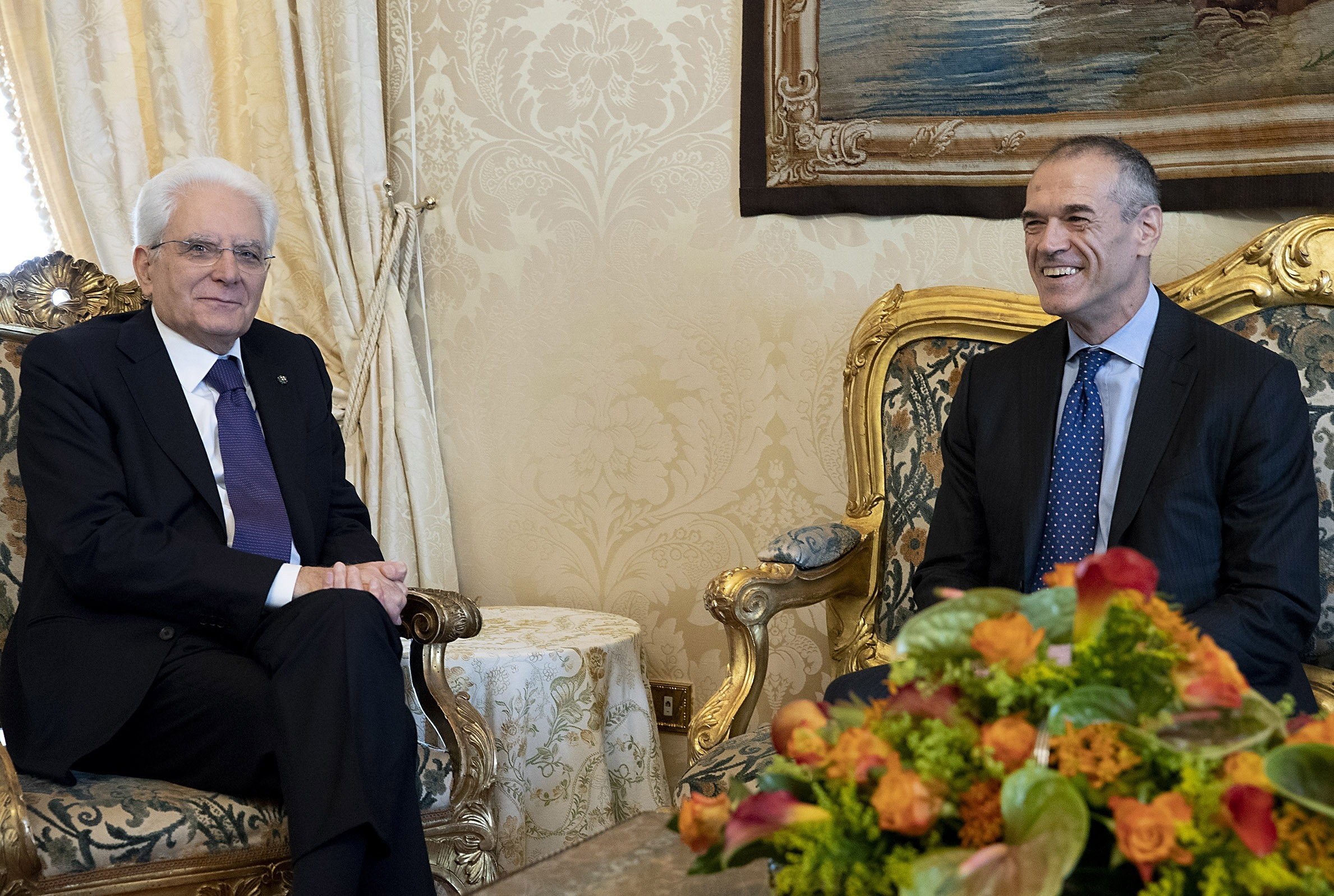
Carlo Cottarelli con il Presidente Sergio Mattarella al Palazzo Quirinale.

Successivamente, il 28 maggio, Mattarella chiamò Carlo Cottarelli al Palazzo del Quirinale con l'intenzione di affidargli l'incarico di formare un nuovo governo.
Nel comunicato diffuso dopo la designazione, Cottarelli ha specificato che, con il voto di fiducia del parlamento, avrebbe approvato una legge di bilancio per il 2019, avrebbe poi sciolto il Parlamento e indetto nuove elezioni politiche per l'inizio del 2019. Senza la fiducia del Parlamento, invece, il governo si sarebbe occupato solo di "affari correnti" e avrebbe guidato il Paese verso nuove elezioni dopo l'agosto 2018. Cottarelli ha inoltre garantito la neutralità del suo governo e si è impegnato a non ricandidarsi alle prossime elezioni. Ha garantito una gestione prudente del debito pubblico dell'Italia e la difesa degli interessi nazionali attraverso un dialogo costruttivo con l'Unione Europea.
La nomina di Cottarelli suscitò una furiosa reazione da parte della dirigenza del Movimento Cinque Stelle, che accusò Mattarella di aver commesso un colpo di Stato contro la volontà del popolo italiano. La sera del 27 maggio 2018 Di Maio annunciò che il M5S avrebbe avviato una procedura di impeachment contro il Presidente Mattarella per aver tentato di rovesciare la Costituzione; anche Giorgia Meloni, leader di Fratelli d'Italia, annunciò una procedura di impeachment contro Mattarella per alto tradimento. La mossa ha scatenato una crisi costituzionale: il Partito Democratico ha annunciato una manifestazione in difesa di Mattarella, denunciando Di Maio e Salvini come "sottomessi autoritari", mentre il Movimento Cinque Stelle ha annunciato anch'egli una manifestazione contro Mattarella, definendolo "antidemocratico".
Il 28 maggio 2018 il Partito Democratico annunciò che avrebbe votato a favore del governo Cottarelli durante il voto di fiducia, mentre il Movimento Cinque Stelle e i partiti di centrodestra (Forza Italia, Fratelli d'Italia e Lega) annunciarono che avrebbero votato contro il governo.
Il 30 maggio 2018, Di Maio ha rivisto la sua precedente posizione, abbandonando la proposta di impeachment contro il Presidente Mattarella, ponendo fine alla crisi. Di Maio ha inoltre formalmente annunciato la sua disponibilità a rimuovere Paolo Savona dall'incarico di Ministro dell'Economia, precedentemente proposto, per trasferirlo a un incarico governativo diverso e meno delicato; di conseguenza, il Presidente Mattarella e Cottarelli hanno concordato congiuntamente di concedere a M5S e Lega più tempo per elaborare un nuovo accordo politico che preveda un Ministro dell'Economia approvato dal Presidente della Repubblica.

### Ultimo accordo di governo
Dopo questi sviluppi, il 31 maggio 2018 Di Maio, Salvini e il presunto Primo Ministro Conte si sono incontrati a Roma per discutere una nuova lista di ministri. Nel pomeriggio, tutti i partiti hanno annunciato pubblicamente di aver concordato la composizione di un nuovo governo con Giuseppe Conte come Primo Ministro e il professor Giovanni Tria recentemente proposto come Ministro dell'Economia al posto di Paolo Savona, destinato invece a essere il nuovo Ministro degli Affari Europei (un ministro senza portafoglio); è stato inoltre confermato che il partito di destra nazionalconservatrice Fratelli d'Italia, guidato da Giorgia Meloni e alleato della Lega alle elezioni di marzo, si sarebbe astenuto durante le votazioni di fiducia per l'investitura (cambiando la sua precedente intenzione di schierarsi all'opposizione).
In seguito a questo accordo, Cottarelli si è dimesso dal suo mandato di formare il governo e Conte è stato nuovamente invitato formalmente dal Presidente Mattarella a formare un governo, cosa che ha prontamente annunciato dopo l'incontro al Quirinale. 
Il Governo Conte I, con Di Maio e Salvini come vicepremier congiunti, ha prestato giuramento formalmente il 1° giugno 2018.

### Voti di investitura
Il 5 giugno 2018 il Senato ha approvato il Governo Conte con 171 voti favorevoli e 117 contrari (25 senatori astenuti; 7 senatori non hanno votato, di cui 6 assenti). I senatori a vita Elena Cattaneo, Mario Monti e Liliana Segre si sono astenuti, mentre i senatori a vita Carlo Rubbia, Renzo Piano e Giorgio Napolitano non hanno votato. Il 6 giugno 2018 la Camera dei Deputati ha approvato il Governo Conte con 350 voti favorevoli e 236 contrari (35 deputati si sono astenuti; 8 deputati non hanno votato, di cui 5 assenti).